# Іда Зікманн
Іда Зікманн (нім. Ida Siekmann, 23 серпня 1902 — 22 серпня 1961) — німецька медсестра, яка стала першою відомою людиною, що загинула внаслідок перетину Берлінського муру, лише через дев'ять днів після початку його будівництва.

## Біографія

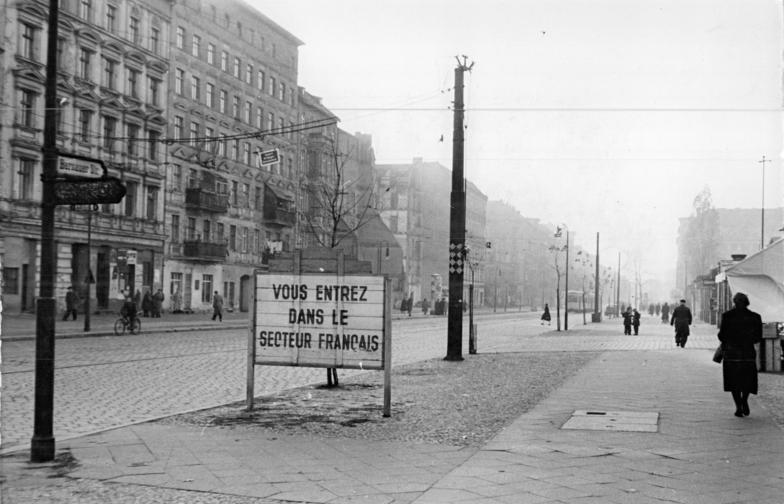
Бернауер-штрассе, будинки 47c (праворуч) і 48 у червні 1965 року.

Іда Зікманн народилася 23 серпня 1902 року в містечку Горкен, Західна Пруссія, Німецька імперія (нині це місто називається Гурки, Квідзинський повіт, Польща). Вона переїхала до Берліна, де працювала медсестрою. У серпні 1961 року вона вже була вдовою, хоча невідомо, коли та за яких обставин вона овдовіла.
Зікманн жила на Бернауер-штрассе, 48 у районі Мітте. Її сестра Марта жила за кілька кварталів звідти на Лорцінг-штрассе
Після Другої світової війни Берлін був розділений на чотири сектори. Будівлі на Бернауер-штрассе з 1945 року належали радянському сектору Східного Берліна, але фасади цих будівель (розташовані з північного боку) виходили на французький сектор Західного Берліна, і кожен, хто виходив з будинків, опинявся у Західному Берліні. Зікманн регулярно перетинала кордон між французьким та радянським секторами, просто виходячи з дому. Лорцінг-штрассе, де мешкала сестра Зікманн, знаходилася у французькому секторі Західного Берліна.

## Загибель

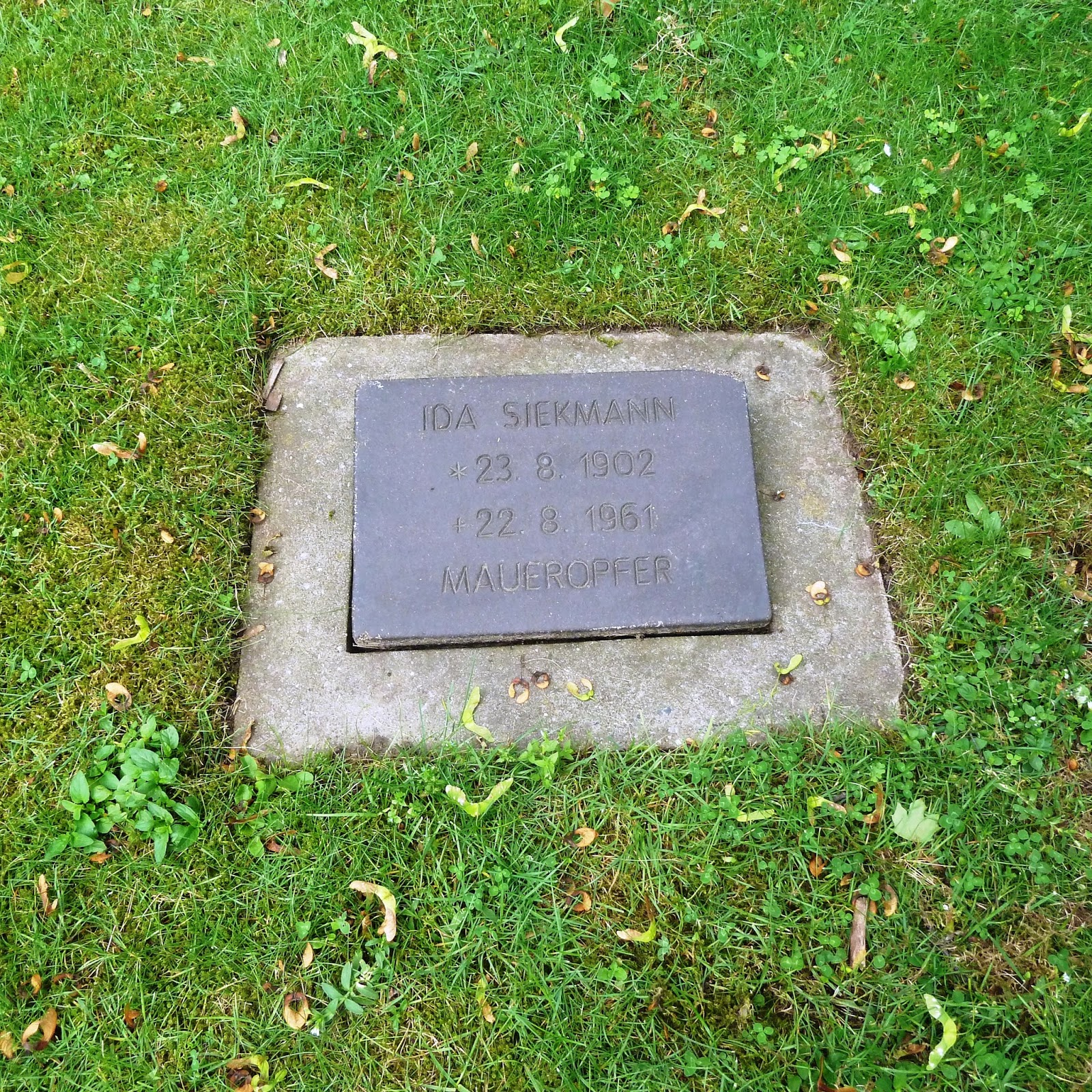
Могила Іди Зікманн на Цвинтар на Зештрассе.

13 серпня 1961 року керівництво Східної Німеччини розпочало будівництво Берлінського муру. Одразу після закриття кордону між Східним і Західним Берліном численні родини та окремі особи з будинку 50 на Бернауер-штрассе втекли на Захід. 18 серпня 1961 року керівник Східної Німеччини Вальтер Ульбріхт наказав прикордонним військам замурувати входи та вікна на першому поверсі будівель на південній стороні вулиці, і вийти з будинку можна було лише через задній двір.
Члени бойових груп робітничого класу та фольксполіції контролювали кожну людину, яка намагалася потрапити до цих будинків, а їх мешканці знаходилися під суворим контролем навіть у коридорах. Багато мешканців таких багатоквартирних будинків все ж таки втекли до Західного Берліну. Мешканці верхніх поверхів часто стрибали з вікон на тенти, які розгортала для них пожежна служба Західного Берліна.
21 серпня було замуровано вихід з будинку Бернауер-штрассе 48 на західноберлінський бік. Наступного ранку, за день до свого 59-річчя, Зікманн викинула на західноберлінську вулицю матрац та інші подібні речі, що могли б пом'якшити падіння, після чого вистрибнула з вікна своєї квартири на третьому поверсі. Вона стрибнула, перш ніж пожежники встигли принести тент, і отримала важкі травми, впавши на тротуар. Дорогою до лікарні вона померла, ставши першою відомою жертвою Берлінськоїго муру.

## Поховання

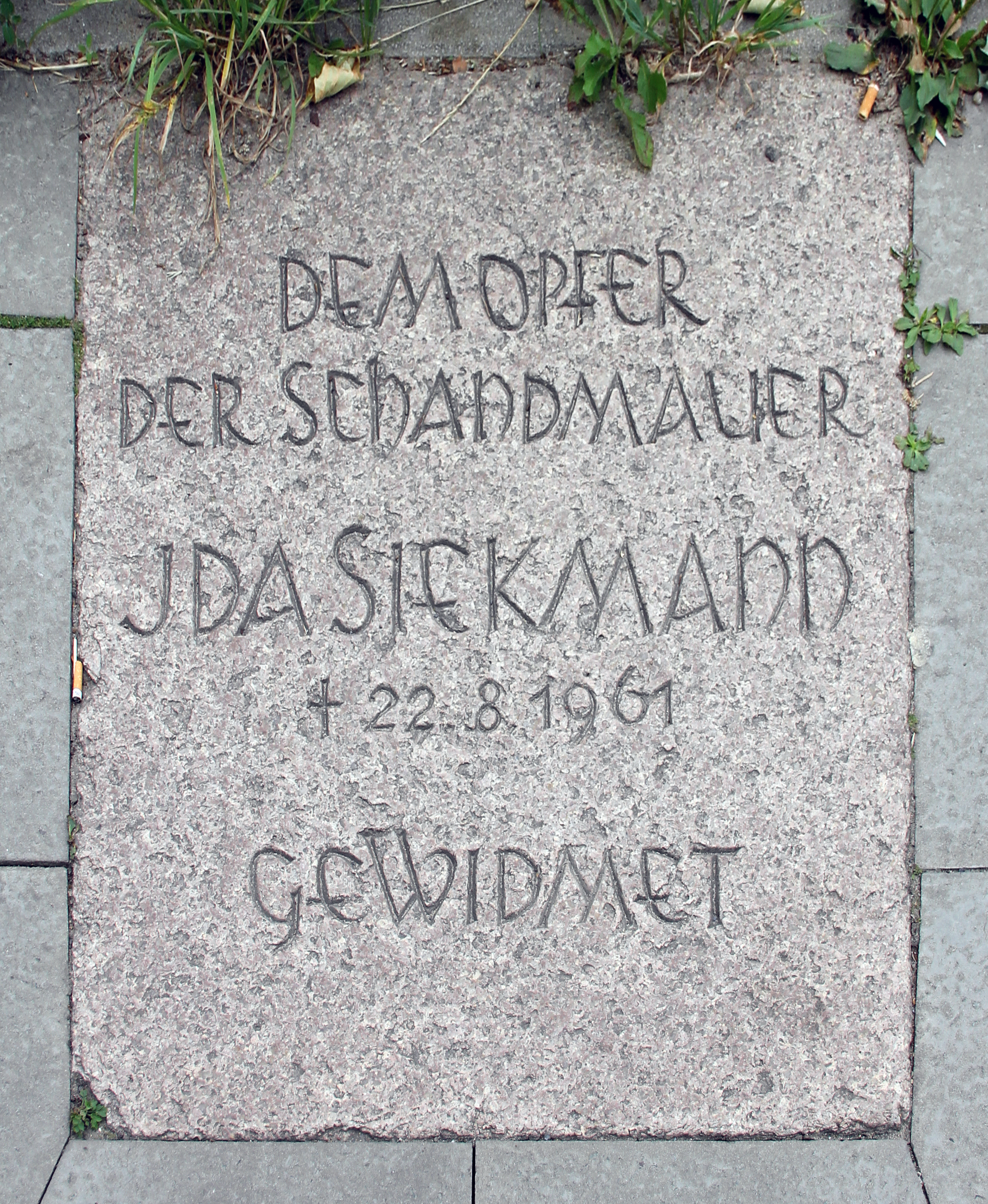
Меморіальний камінь на Бернауерштрассе: «Присвячено Іді Зікманн, жертві Ганебної стіни, † 22.08.1961».

Тіло Зікманн кремували та поховали у колумбарії на Зештрассе 29 серпня. У вересні того ж року біля Бернауер-штрассе 48, було встановлено меморіал. Його часто відвідували іноземні політики, щоб вшанувати пам'ять жертв Берлінського муру — зокрема Роберт Кеннеді, який 23 серпня 1962 року поклав там вінок, та архієпископ Макаріос, президент Кіпру. Пізніше меморіал замінили на пропам'ятну дошку.
У 1963 році будинки на південній стороні Бернауер-штрассе були знесені та замінені бетонною стіною.
Зікманн згадана на меморіальному камені жертвам Берлінського муру, а також на фотографії у «Вікні пам'яті» Меморіального комплексу. У Мюнстері в 2010 році на її честь назвали дорогу (нім. Ida-Siekmann-Weg).